# Marie-Thérèse Declerck
Marie-Thérèse Declerck (Nieuwkapelle, 11 mei 1848 – Kaaskerke, 1 april 1922), gekend als Mietje Deboeuf of kortweg Mietje Boeuf, was een legendarische figuur aan het IJzerfront tijdens de Eerste Wereldoorlog.

## Levensloop
Marie-Thérèse Declerck was de dochter van August Declerck, een werkman afkomstig uit Woumen, en Godelieve Carrein. Zij groeide samen met haar zuster en drie broers op in Nieuwkapelle. Haar vader stierf in 1862, ze was toen 14 jaar en werkte op een hoeve in de buurt.
In 1873 trouwde zij met August Deboeuf, een werkman afkomstig uit Kachtem. Een jaar eerder had Declerck een stukje grond aan de IJzer aangekocht in Oudekapelle, een kleine gemeente in de buurt van Diksmuide, waar het echtpaar na hun huwelijk hun huis bouwde. Ze kregen 11 kinderen. Slechts vijf van hen bereikten de volwassen leeftijd. August  Deboeuf overleed in 1898 op 52-jarige leeftijd.

## Eerste Wereldoorlog
Bij het uitbreken van de Eerste Wereldoorlog was Marie-Thérèse Declerck 66 jaar en weduwe. Haar kinderen hadden na hun huwelijk of zelfstandig wonen het ouderlijk huis al eerder verlaten.  Ze woonde nog steeds in haar huis in Oudekapelle, dat vlak bij het IJzerfront van Diksmuide kwam te liggen. Hoewel de Duitse troepen in het najaar van 1914 steeds sneller Diksmuide naderden, weigerde Marie-Thérèse te vluchten. De loopgraven lagen op enkele meter van haar deur. Ze werd vlug een begrip bij de frontsoldaten; zij was een van de "soldatenmoeders" waar ze terecht konden. Vooral in de winter van 1914-1915 was haar optreden legendarisch. Er zijn verschillende getuigenissen van haar aanwezigheid op de frontlinie. Ze trakteerde er soldaten op koffie en geitenmelk en zorgde voor troost en aanmoediging voor de soldaten aan het front. Ze naaide en kookte er voor de Belgische en Franse soldaten. Wegens de strategische ligging van de woning werd het omgebouwd tot een gevechtspost, met versterkte muren in gewapend beton en werd zo een van de fortificaties aan de IJzer. Haar huis raakte vernield en zij woonde hoofdzakelijk in haar kelder. Bij gevaar schuilde ze in de loopgraven bij de Belgische soldaten.
Door een onderluitenant van het 17de linieregiment werd Marie-Thérèse la Joconde genoemd, wat verwijst naar de Mona Lisa. Deze naam werd vermeld op de militaire sectorplannen om de ligging van haar woning aan te duiden en werd op zich een begrip.
Op 11 april 1915 verscheen haar foto op de frontpagina van het Franse tijdschrift Le Miroir met als titel "Une femme héroïque: la "Joconde" de l'Yser". Op de tweede bladzijde stond haar verhaal met een foto waarop ze voor haar huis koffie uitschonk aan soldaten en een andere foto van haar vernield huis. Uiteindelijk moest zij midden 1915 toch vluchten, waarschijnlijk naar Wulpen.
Pierre Nothomb (1887-1966) schreef een gedicht over "La Jaconde" dat hij  publiceerde in zijn werk "L’Yser: Les villes saintes, la Victoire, la bataille d'été" dat in 1916 werd uitgegeven.

## Onderscheiding
Vanwege haar heldhaftig optreden in de Eerste Wereldoorlog ontving ze al op 5 augustus 1915 van Koning Albert I het Burgerkruis Eerste klas.

## Na de oorlog
Na de oorlog was Marie-Thérèse gehuisvest in Veurne, in een barak in de Noordburgweg. De Antwerpse kranten "De Nieuwe Gazet" en "La Métropole" hielden in 1921 uit dankbaarheid van de frontsoldaten een inzameling voor de materiële oorlogsschade die ze geleden had. Haar laatste levensjaren bracht ze door bij haar zoon Karel Deboeuf aan de Hoge Brug in Kaaskerke, waar ze in 1922 op 74-jarige leeftijd overleed. Haar graf blijft alsnog onvindbaar.
In 2016 werd ze opgenomen in de expositie "Expo Elsa Deknocker & Marie Chisholm, Madame Tack & Mietje Deboeuf en anderen" in het Museum aan de IJzer die liep van april 2016 tot januari 2017 in het kader van het herdenkingsprogramma "De Zijkant van de Oorlog", over opmerkelijke vrouwen in de Westhoek tijdens WO 1. Zij was ook een personage in een theaterwandeling. Haar verhaal verscheen in de uitgebreide bezoekersgids "De Zijkant van de Oorlog".

## Straatnaam
Als "iconische vrouw uit de Eerste Wereldoorlog" werd in 2020 in Diksmuide een straatnaam, de "Marie Declerckstraat" naar haar vernoemd.